# ザ・ウルトラシェフシリーズ
ザ・ウルトラシェフシリーズは、パワーテレビジョンが制作・配給する、対戦ゲーム方式の料理バラエティ番組の総称である。LaLa TVやTwellVで放送されるほか、地上波民放でも放送されている。番組名が変遷しているため、当ページではあえてこの総称で表記する。シリーズの各番組名等については、右の表を参照。

## 基本ルール
Round1で3名の一流シェフが対戦、女性司会者の試食により、ジャッジで選出した2名がRound FINALで対戦、最終ジャッジでその回のウルトラシェフ（優勝）を決定する。
- 料理ジャンルは、Round1ではフリー、Round FINALでは指定食材などのテーマが与えられる。
- 3分間で1品を調理し、盛り付けまで行う。対戦するシェフの胸元には、3～1分前までは青色点灯、1分前を切ると赤色点滅になり警告音を鳴らす、ウルトラマン他ウルトラ兄弟のカラータイマーに似たボディタイマーがある。
- ジャッジは女性司会者による、以下に示すポイント制で行う。
  - おいしさ★★★★★(5点満点)
  - 真似したい★★★(3点満点)
  - 盛り付け★★(2点満点)

## 出演
司会・審査
- 柳沼淳子
ザ・超人シェフ時代の放送開始当初は、以下に示す女性有名人による、ローテーションだった。柳沼は数回後に加入し、シーズン2より毎回担当となり、現在のExtraに至る。
- MAIKO
- 今野亜紀
- 未沙子
- 藤井敦子

ナレーター・実況
- 木村匡也

## ワンコインシェフ
シーズン4から放送開始した料理講習コーナー。その回のウルトラシェフ（優勝）の発表前に放送される。一流シェフ1名の伝授により、柳沼が2人前500円以下の安くて美味しいレシピを調理する。

## 放送実施局
LaLa TVでの放送時点から数ヶ月ないし数年経って放送であり、出演者の放送日時点での近況が、放送で紹介される収録時点でのプロフィールと違っている可能性がある。そのためオープニングでは、収録年月を示した断り書きの文を、字幕で表示することがある。
なお、当番組は個々の放送局が番組販売で配給を受けているものであり、放送実施局でネットワークを形成しているわけではない。
BSデジタル
TwellV
地上波
日本テレビ系列：テレビ岩手、テレビ金沢、福井放送、四国放送
TBS系列：青森テレビ、信越放送、CBCテレビ、山陽放送、大分放送、長崎放送
フジテレビ系列：さくらんぼテレビ、仙台放送、富山テレビ、岡山放送
テレビ朝日系列：琉球朝日放送
テレビ東京系列：テレビ北海道、TVQ九州放送
独立局：TOKYO MX、KBS京都、サンテレビ